# Pala di San Cassiano

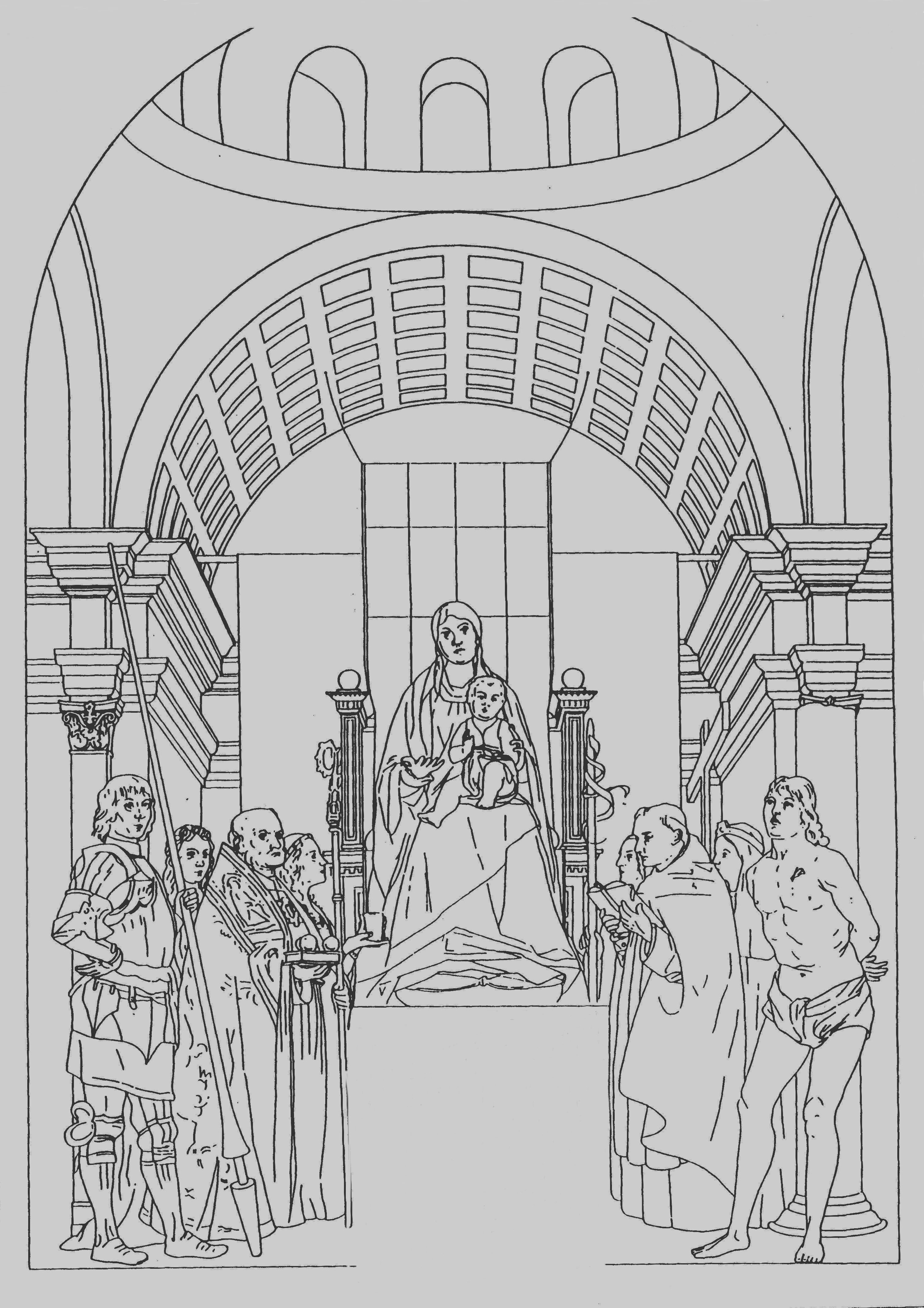
Ricostruzione della pala

La Pala di San Cassiano è un dipinto olio su tavola (115x63 cm pannello centrale, 55,5x35 pannello sinistro e 56,8x35,6 pannello destro) di Antonello da Messina, datata 1475-1476 e conservata nel Kunsthistorisches Museum di Vienna. La pala, sebbene gravemente mutilata, fu un vero e proprio spartiacque nella pittura veneta del Quattrocento tra vecchio e nuovo, introducendo alcune caratteristiche che divennero costanti nella produzione successiva.

## Storia
Il nome della pala deriva dalla chiesa veneziana di San Cassiano a cui era originariamente destinata. Venne commissionata dall'armatore veneziano Pietro Bon (il maggior committente di Antonello da Messina in quegli anni) ed ebbe un dirompente successo tra i colleghi veneti, sia per l'uso, fino ad allora piuttosto inconsueto, dei colori a olio, sia per l'innovativa composizione.

## Descrizione e stile
Della grande pala d'altare, una Sacra conversazione, restano oggi solo la Vergine sul trono rialzato e quattro santi a mezzo busto: san Nicola di Bari, santa Lucia, sant'Orsola e san Domenico. In origine ve ne erano quattro per parte, tra cui san Giorgio e san Sebastiano.
Derivata pare da un'altra pala d'altare di Giovanni Bellini nella chiesa dei Santi Giovanni e Paolo (perduta, ma nota da un'incisione di Francesco Zanotto), l'opera era caratterizzata da un maggior respiro compositivo, calibrato con grande cura, con i santi meno serrati e disposti a semicerchio attorno all'alto seggio della Vergine, inserito a sua volta in una sobria ambientazione architettonica. Si creava così un andamento di tipo piramidale in cui le figure appaiono perfettamente a loro agio con grande naturalezza. La novità più stupefacente era data però dagli effetti atmosferici creati dalla luce, che unificano l'opera con toni caldi e rendono più naturale la rappresentazione: il lume dorato inonda le figure, restituendo con scioltezza i vari dettagli e i rapporti spaziali tra le figure.
Accanto a una sintesi geometrica di alcuni brani, come il corpo della Vergine, si incontrano virtuosismi prospettici, come il volto della Vergine e il libro con tre palle d'oro retto da san Nicola (allusione all'episodio in cui le regalò a tre fanciulle povere perché avessero la dote per maritarsi), e si sposano inoltre con sottigliezze ottiche della pittura fiamminga.

## Dettagli

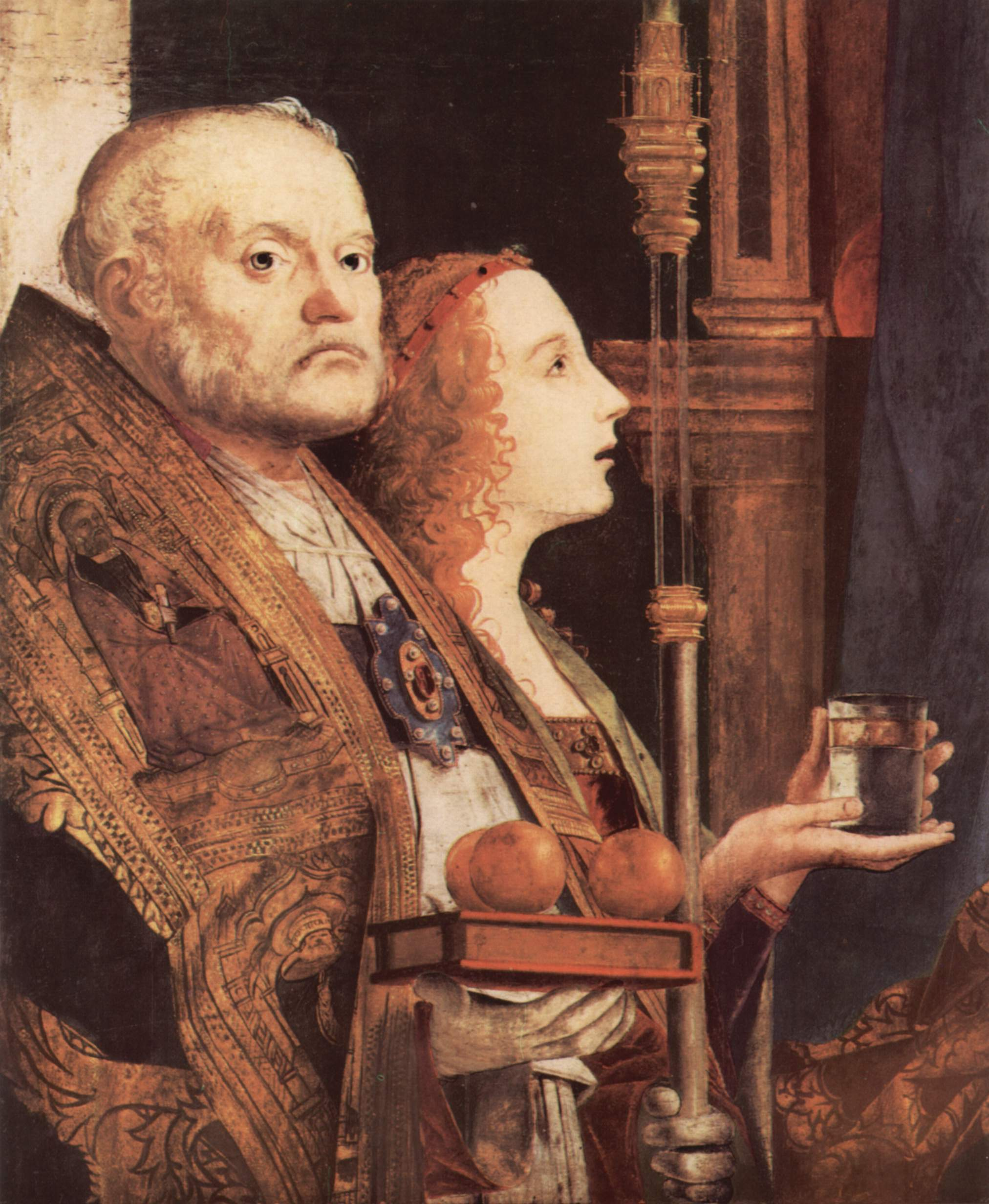
San Nicola e Santa Maria Maddalena
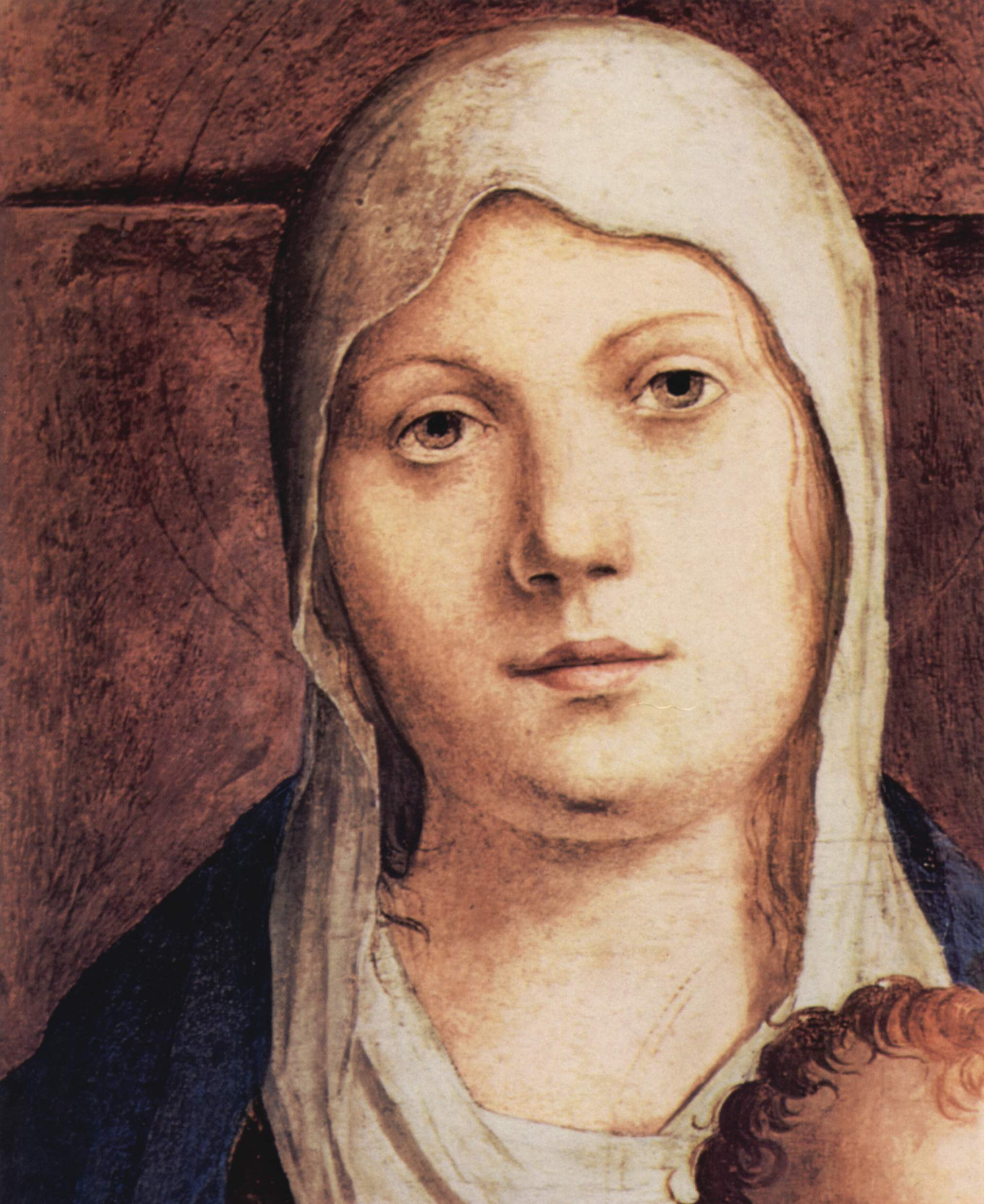
Il volto della Vergine
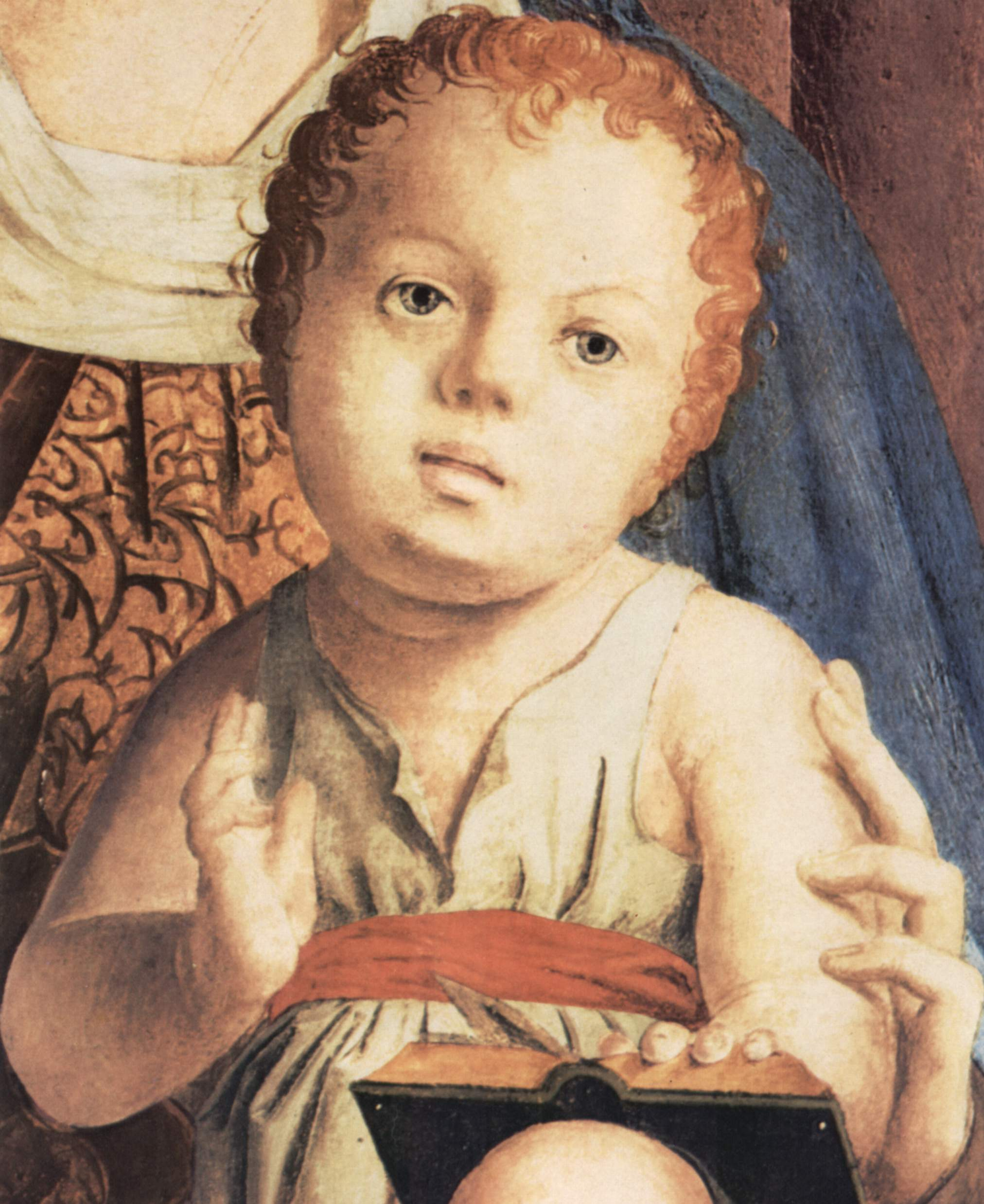
Il Bambino